# Mezőménes
Mezőménes (románul Herghelia) falu Romániában Maros megyében.

## Fekvése
Marosvásárhelytől 11 km-re északnyugatra az erdős Bocsok-domb keleti oldalán egy kis völgykatlanban fekvő falu Mezőcsávás községhez tartozik.

## Története
1332-ben Menes néven említik először. A hagyomány szerint egykor nem a mai helyén, hanem a Sárháló-patak melletti Poiana nevű helyen feküdt és Nagyménesnek nevezték. Orbán Balázs szerint a Képesdomb nevű helyen feküdt, melyet Pusztatemplom-dombnak is neveztek. 1834-ben már volt református temploma és ortodox temploma is van. 1910-ben 392 lakosából 225 román és 167 magyar volt. A trianoni békeszerződésig Maros-Torda vármegye Marosi felső járásához tartozott. 1992-ben 322 lakosából 272 román és 50 magyar.

## Híres emberek
- Itt született 1928. január 17-én Farkas Zoltán pedagógus, pszichológus és filozófus.